# Merlieux-et-Fouquerolles
Merlieux-et-Fouquerolles är en kommun i departementet Aisne i regionen Hauts-de-France i norra Frankrike. Kommunen ligger  i kantonen Anizy-le-Château som ligger i arrondissementet Laon. År 2022 hade Merlieux-et-Fouquerolles 255 invånare.

## Befolkningsutveckling
Antalet invånare i kommunen Merlieux-et-Fouquerolles
Referens: INSEE